# Vigoux
Vigoux – miejscowość i gmina we Francji, w Regionie Centralnym, w departamencie Indre.
Według danych na rok 1990 gminę zamieszkiwało 399 osób, a gęstość zaludnienia wynosiła 11 osób/km² (wśród 1842 gmin Regionu Centralnego Vigoux plasuje się na 758. miejscu pod względem liczby ludności, natomiast pod względem powierzchni na miejscu 222.).
Przez miejscowość przepływa rzeka Abloux.